# Łaskijev statut
Łaskijev statut ali Łaskijevi statuti (poljsko Statut(y) Łaskiego, latinsko Commune Incliti Poloniae regni privilegium constitutionum et indultuum publicitus decretorum approbatorumque) iz leta 1505 je bila prva kodifikacija prava, objavljena v Kraljevini Poljski. Natis Statuta iz leta 1506 je bil prvi ilustrirani natis na Poljskem.

## Zgodovina
Łaskijev statut je na zahtevo poljskega Sejma na zasedanju v Radomu leta 1505 sestavil kancler in primas Jan Łaski, po katerem je dobil ime. V njem je bila zbrana skoraj vsa zakonodaja, ki se je dotlej  pojavila na Poljskem.
Statut, napisan na 720 straneh, je rzdeljen na dva dela. V prvem delu, ki ga je potrdil kralj Aleksander Jagelo in je zato imel veljavo zakona, je bila zbrana vsa zakonodaja, vključno s privilegiji, statuti in odloki, ki jih je razglasil kralj ali sprejel Sejm, in pogodbe, kot so mirovni sporazumi, sklenjeni s Tevtonskim viteškim redom. Drugi del je obravnaval pravni sistem, predvsem magdeburško pravo, in vključeval besedila iz sachsenspiegelskega, weichbildskega in lübeškega prava.
Statut je pokazal določeno pristranskost in  promoviral politične nazore Łaskega: podpiral je gibanje, ki je skušalo okrepiti oblast nižjega plemstva in kralja in hkrati oslabiti oblast plemiških magnatov, zato so bili iz Statuta izpuščeni nekateri dokumenti, ki so bili naklonjeni magnatom. Statut je opazno izpustil Mielniški privilegij iz leta 1501 in Mielniško unijo. Mielniški istini sta sprožili spor med kraljem in magnati: kralj je pred volitvami vse obljubil, ko je bil izvoljen pa obljub ni hotel potrditi.
Łaskijev statut  je naslednje leto (1506) natisnil Jan Haller v Krakovu. V tiskani obliki je bil razširjen po celi Poljski in ostal  v veljavi kot temeljna kodifikacija poljskega prava do razdelitve poljsko-litovske Republike obeh narodov v poznem 18. stoletju.